# Ewa Skubalska-Rafajłowicz
Ewa Skubalska-Rafajłowicz (ur. 2 stycznia 1953 r. w Ostrowcu Świętokrzyskiem) – polska inżynier elektryk. Absolwentka Politechniki Wrocławskiej. Od 2015 r. profesorka na Wydziale Elektroniki Politechniki Wrocławskiej.